# She Is Love
"She Is Love" é uma canção da banda britânica Oasis e terceiro single do seu quinto álbum Heathen Chemistry de 2002.

## Posição nas paradas musicais
Todas as entradas em conjunto com "Little by Little".

### Semanais
| Parada (2002)                    | Melhor posição |
| -------------------------------- | -------------- |
| Austrália (ARIA)                 | 54             |
| Europa (Eurochart Hot 100)       | 11             |
| Irlanda (IRMA)                   | 9              |
| Escócia (Scottish Singles Chart) | 2              |
| Reino Unido (UK Singles Chart)   | 2              |

### Fim de Ano
| Parada (2002)     | Posição |
| ----------------- | ------- |
| Reino Unido (OCC) | 81      |